# TUE Série 9500 (CPTM)
O TUE Série 9500 (CPTM) é um trem unidade elétrico pertencente à frota do Trem Metropolitano de São Paulo, fabricado pela Hyundai Rotem entre os anos de 2017-2019.

## História
Em julho de 2013, o consórcio formado pela empresa brasileira IESA e a sul-coreana Hyundai Rotem venceu a concorrência para fornecer 30 trens, com oito vagões cada (totalizando 240 carros), à CPTM. O valor do projeto era de 789 milhões de reais e a fabricação deveria ser executada em até 36 meses:
| Fabricante/série              | Quantidade (TUE) | Valor do contrato | Prazo original (última unidade) | Atraso (em relação ao prazo original) |
| ----------------------------- | ---------------- | ----------------- | ------------------------------- | ------------------------------------- |
| CAF/Série 8500                | 35               | R$ 1 bilhão       | junho de 2016 (35 meses)        | novembro de 2019 ( (39 meses)         |
| Hyundai Rotem-IESA/Série 9500 | 30               | R$ 788 milhões    | julho de 2016 (35 meses)        | maio de 2019 (34 meses)               |

Com data limite para a entrega em julho de 2016, o primeiro trem chegou ao país somente em janeiro do mesmo ano, após um longo atraso em que a Hyundai Rotem precisou mudar seus planos, quando a sua parceira nacional IESA, teve que sair do negócio por conta de falência. A IESA é quem faria a montagem dos trens no Brasil para a empresa sul-coreana. Logo a encomenda dos 22 trens da Série 9500 ficou atrasada.
Com a saída da IESA, a Hyundai Rotem decidiu construir uma fábrica própria em Araraquara (SP) para produzir as composições da encomenda. Em março de 2016, a empresa investiu R$ 100 milhões na inauguração de sua primeira fábrica na América Latina, que hoje já é a segunda maior unidade da companhia no mundo. Os primeiros trens tiveram de ser montados na Ásia e finalizados em regime CKD na nova fábrica da empresa no interior paulista. Naquele momento, o representante da Rotem no Brasil afirmou para a imprensa que "não sabe quantos trens foram fabricados até o momento, mas tem ciência de que pelo menos um foi entregue e que está em fase de testes na CPTM".
Após longos testes para homologação e certificação do modelo, enfim em junho de 2017, a empresa pôde colocar em operação o primeiro trem da Série 9500. A partir de então, a empresa negociou um novo prazo e passou a entregar regularmente as composições. O último trem foi entregue pela Rotem em 25 de fevereiro de 2019, com a fábrica entrando em recesso por falta de novas encomendas.
O atraso de trinta e quatro meses na entrega da frota fez a CPTM multar a Hyundai Rotem em R$ 4,27 milhões. Para diminuir o atraso nas entregas, a Rotem também desrespeitou a legislação trabalhista e, após ação do Ministério Público do Trabalho (MPT), foi condenada pela Justiça do Trabalho a uma multa de 1 milhão de reais. Após um acordo de conciliação entre o MPT e a Rotem, a multa foi reduzida para 400 mil reais.
Posteriormente a Rotem perdeu uma concorrência para o fornecimento de sessenta e dois carros de passageiros para a Vale S.A.. A Vale escolheu a empresa chinesa CRRC Qingdao Sifang, gerando protesto do presidente da Associação Brasileira da Indústria Ferroviária (Abifer) e especulações na imprensa sobre o quanto as falhas e atrasos na entrega dos trens Série 9500 pesaram na escolha da Vale.
| Ano   | Quantidade |
| ----- | ---------- |
| 2017  | 9          |
| 2018  | 15         |
| 2019  | 6          |
| Total | 30         |

## Operação
Três composições já circularam pela Linha 13–Jade, mas atualmente todas elas operam somente nas linhas 7–Rubi e 10–Turquesa.
Com a concessão da Linha 7 Rubi a iniciativa privada em 29 de fevereiro de 2024, todas as 30 composições dessa série serão repassadas permanentemente para a TIC Trens S/A no dia 26 de novembro de 2025, mês em que essa concessionária passará a ser a nova operadora da Linha 7 Rubi. As composições da Série 9500 também passarão a serem exclusivas da Linha 7 nesse mês, Com o primeiro trem dessa série podendo ser apresentado com a nova identidade visual da concessionária também em novembro.
Abaixo consta a tabela com a relação dos trens entregues, contendo a numeração, data inicial de operação, linha na qual opera e notas. 
| Numeração | Linha de Operação | Data de Operação |
| --------- | ----------------- | ---------------- |
| 9505-9508 | Rubi Turquesa     | 13/06/2017       |
| 9509-9512 | Rubi Turquesa     | 04/08/2017       |
| 9513-9516 | Rubi Turquesa     | 14/07/2017       |
| 9517-9520 | Rubi Turquesa     | 17/10/2017       |
| 9521-9524 | Rubi Turquesa     | 26/09/2017       |
| 9525-9528 | Rubi Turquesa     | 06/11/2017       |
| 9529-9532 | Rubi Turquesa     | 06/12/2017       |
| 9533-9536 | Rubi Turquesa     | 29/12/2017       |
| 9537-9540 | Rubi Turquesa     | 24/01/2018       |
| 9541-9544 | Rubi Turquesa     | 15/03/2018       |
| 9545-9548 | Rubi Turquesa     | 06/04/2018       |
| 9549-9552 | Rubi Turquesa     | 25/05/2018       |
| 9553-9556 | Rubi Turquesa     | 10/05/2018       |
| 9557-9560 | Rubi Turquesa     | 15/06/2018       |
| 9561-9564 | Rubi Turquesa     | 19/07/2018       |
| 9565-9568 | Rubi Turquesa     | 23/08/2018       |
| 9569-9572 | Rubi Turquesa     | 03/10/2018       |
| 9573-9576 | Rubi Turquesa     | 31/08/2018       |
| 9577-9580 | Rubi Turquesa     | 25/10/2018       |
| 9581-9584 | Rubi Turquesa     | 10/12/2018       |
| 9585-9588 | Rubi Turquesa     | 08/11/2018       |
| 9593-9596 | Rubi Turquesa     | 28/12/2018       |
| 9597-9600 | Rubi Turquesa     | 21/03/2019       |
| 9601-9604 | Rubi Turquesa     | 21/03/2019       |
| 9605-9608 | Rubi Turquesa     | 09/04/2019       |
| 9609-9612 | Rubi Turquesa     | 28/05/2019       |
| 9613-9616 | Rubi Turquesa     | 27/06/2019       |
| 9617-9620 | Rubi Turquesa     | 28/05/2019       |
| 9501-9504 | Rubi Turquesa     | 06/12/2017       |
| 9589-9592 | Rubi Turquesa     | 26/11/2018       |

## Acidentes e incidentes
- 17 de dezembro de 2018 - Descarrilamento durante manobra no Pátio Lapa. Sem vítimas[42]